# مسجد بريامت
مسجد بريامت هو مسجد يقع على الطريق السريع بونامالي في تشيناي الهند، يدعى المسجد باسم مسجد بريامت نسبة لحي بريامت الذي يقع فيه المسجد .

## التاريخ
شيد المسجد بريامت في عام 1838 من قبل تجار الجلود وهم جمال مويدين صاحب وروشان كريم نما عمر وشركاه، وقد أعيد بناء المسجد مرتين بعد استقلال الهند، يمكن للمسجد أن تستوعب ما يصل إلى 50 مصليا .